# Alejandro Anaya Oriundo
Heiser Alejandro Anaya Oriundo es un político peruano. Fue el primer alcalde del distrito de Samugari luego de su creación en el 2010 y hasta el 2018. Actualmente es consejero del Gobierno Regional de Ayacucho desde 2019.
Nació en Tambo, provincia de La Mar, departamento de Ayacucho, Perú el 12 de abril de 1982, hijo de Zenobio Anaya Rojas y Rosa Julia Oriundo Quispe. Cursó sus estudios primarios y secundarios entre su localidad natal y la ciudad de San Miguel, capital de la provincia de La Mar.  Entre los años 2000 y 2005 cursó estudios superiores de educación física en la Universidad Nacional de San Cristóbal de Huamanga sin culminar la carrera y entre 1978 y 1984 cursó estudios de ingeniería eléctrica en la Universidad Nacional de Ingeniería obteniendo el grado de Bachiller.
Tras la creación del distrito de Samugari mediante Ley 29558 del 16 de julio de 2010, durante el segundo gobierno de Alan Garcia, participó en las elecciones municipales del 2011 como candidato de Acción Popular ganando la elección con el 72.932% de los votos convirtiéndose en el primer alcalde de ese distrito. Fue reelegido para ese cargo en las elecciones municipales del 2014 en las que participó por la Alianza Renace Ayacucho y obtuvo el 38.159% de los votos. Luego de terminado su periodo, participó en las elecciones regionales del 2018 como candidato a consejero regional por la provincia de La Mar por el movimiento Musuq Ñan obteniendo la elección con el 26.078% de los votos.